# Liquidateur judiciaire
Un liquidateur judiciaire ou simplement liquidateur est un mandataire judiciaire désigné par une autorité judiciaire qui peut être un Tribunal dans le cadre d'une liquidation judiciaire. Si la personne, qui peut être physique ou morale, visée par la liquidation a été en redressement judiciaire, le mandataire déjà nommé poursuit sa mission en tant que liquidateur.

## Fonctions
Le liquidateur judiciaire est nommé par une décision de justice en remplacement des précédents dirigeants d'une entreprise.
En France 97 % des entreprises placées en redressement judiciaire ne parviennent pas à être redressées. Dans ce cas il est fait appel au liquidateur judiciaire. Il doit soit vendre tout ou partie de la société, soit « réaliser l'actif », c'est-à-dire récupérer toutes les sommes qu'il pourra retirer de l'entreprise, afin de payer les créanciers.
Le mandataire judiciaire est ainsi le représentant des créanciers avant tout, bien avant la survie de l'entreprise qui n'est pas un objectif de sa mission, d'où des critiques régulières quant à son efficacité (cf. le pourcentage ci-dessus), à son intégrité et à sa rémunération fixée par la loi mais reposant pour partie sur l'assiette des créances et de l'actif à réaliser (ie. cession de l'actif pour rembourser les dettes).
La profession n'est accessible qu'après un bac+4 et un concours qui permet l'accès à un stage en étude de 3 ans. Ce n'est qu'à l'issue de cette période que le stagiaire passe l'examen d'aptitude. La réussite dudit examen ne garantit pas l'accès à la profession puisque le postulant doit ensuite être inscrit sur une liste établie par la commission nationale d’inscription et de discipline. Lesdites inscriptions sont en plus soumises à l'avis du Conseil National de la profession.
La grève des mandataires judiciaires en 2014 à la suite du projet de réformes de la Loi Macron des professions « protégées » - et qui leur procurent des situations de rente évidentes par manque de concurrence  - dénote la puissance de cette organisation professionnelle unique dans le monde. La profession justifie son existence par la connaissance des lois spécifiques alors que la plupart du contenu juridique et économique est abordé dans les cycles juridiques universitaires standard. Ainsi avocats, par exemple, ou juristes seraient à même de maîtriser les procédures collectives.[Interprétation personnelle ?]
De plus, la protection dont bénéficie le mandataire judiciaire empêche la réouverture d'une liquidation par le gérant de la société liquidée : la réouverture de la liquidation judiciaire n’appartient qu’à trois personnes bien précises, au sens de l’article L 643-13, alinéa 2, du Code du Commerce.

## Contraintes et obligations
Aucun parent ou allié jusqu'au quatrième degré inclusivement du chef d'entreprise ou des dirigeants ne peut être nommé liquidateur.
Le liquidateur tient informé au moins tous les trois mois : le juge - commissaire, le débiteur et le Ministère Public du déroulement des opérations

## Fondement de ses actions

### En France
En France, le rôle du liquidateur judiciaire est défini par le code de commerce.
Comme l'administrateur judiciaire, le liquidateur mandataire judiciaire est un auxiliaire de justice.

### Au Royaume-Uni
L'Official Receiver est dans le système britannique un officier du service des insolvabilités (Insolvency Service (en)), agence qui dépend du Département des Affaires, de l'Innovation et des Compétences (ou BIS pour Business Innovation and Skills).
À la différence de son confrère français, il n'est donc pas un indépendant de la profession libérale. Son intervention est définie par l'agence et le BIS et suit des objectifs bien définis. L'Official Receiver existe depuis la loi de 1883 (Bankruptcy Act 1883) et était à l'origine responsable des banqueroutes personnelles.
Il ne représente pas seulement les créanciers puisqu'il est également chargé de protéger la propriété du débiteur et de faciliter les arrangements à l'amiable avec les créanciers. Censé faire un audit des affaires de la personne insolvable, il continue sa tâche même après la liquidation dans la surveillance de la personne (morale ou physique) qui était insolvable.